# René Patay
Pour les articles homonymes, voir Patay (homonymie).
René Patay, né le 5 janvier 1898 et mort le 15 avril 1995 à Rennes, est un médecin biologiste et ancien maire de Rennes.

## Biographie

### Enfance et jeunesse
René Patay naît le 5 janvier 1898 à Rennes, d'un père docteur en médecine et de Marguerite Bérard. Il suit ses études secondaires au lycée de Rennes. En 1914, les Hospitaliers Sauveteurs Bretons, présidés par son père, proposant leurs services à la Croix Rouge, il est brancardier à l'infirmerie de la gare.

### Guerre de 14-18
En 1915, il s'engage volontairement à la 62e batterie du 7e RAC. Il part le 17 avril 1916, pour Villers en Argonne. Blessures, deux citations.
En 1917, il rejoint le camp de Longvic près de Dijon puis l'école d'Istres (aviation de chasse). Ce sera l'école de combat à Pau puis l'école de Tir de Cazaux. Le 22 juillet 1918, il rejoint le groupe de combat 12 de l'escadrille des Cigognes. Le 17 août, aux commandes de son Spad 180 CV, dans le secteur de Roy-Lassigny, il est atteint par une balle explosive lors d'un combat contre l'as allemand Veltjens, il atterrit dans les lignes ennemies. Donné pour mort, il est en réalité prisonnier en Allemagne, il rejoint la Hollande le 31 décembre 1918, puis la France. Il obtient la Croix de Guerre avec palmes le 10 mai 1919.

### Études supérieures
Il s'inscrit en PCN à Rennes et fréquente Louis Destouches alias Louis-Ferdinand Céline, puis il poursuit ses études de médecine à Paris. Durant le PCN, René Patay fabriquait de l'ammoniaque. Céline s'approche et lui dit "ça sent rien !", René lui met alors le flacon sous le nez, Céline tombe dans les pommes ! Ensuite René entre à l'institut Pasteur et fait une thèse sous l'autorité du professeur Roux, élève de Pasteur. Au cours d'un examen, le professeur Debré lui présente un tube censé contenir des bacilles, l'élève n'y voit que des traînées d'encre...Il est reçu docteur en médecine et devient lauréat de la faculté de médecine de Paris.

### Vie professionnelle
René Patay crée un laboratoire médical à Rennes. Il découvre le bacille de Patay. Puis il entreprend une licence de sciences naturelles et devient assistant en 1933 avant d'obtenir sa thèse de doctorat en sciences en 1934.

### Associations et activités extra-professionnelles
En 1925, il ramène son canoë français de Paris à Rennes avec un collègue de l'institut Pasteur, André Lwoff, futur prix Nobel (récit dans "La vie Rennaise"). Il est également membre des SRR, société des régates rennaises, dont son père est le président. Président de l'UNC "Union Nationale des Combattants" à partir de 1928, à Rennes puis pour l'Ille-et-Vilaine ; l'Union nationale des combattants comptera 25 000 adhérents. Il met en place une caisse de secours départementale et prend une part active aux élections communales de 1935 qui voit une liste de droite remporter tous les sièges. René Patay crée une maison de retraite au Plessis-Bardoult financée par l'UNC. L'Inauguration se fait en présence du général Weygand et de M. Château, maire de Rennes. Il devient vice-président du Souvenir Français (son père étant président). Il fonde, avec M. Toulouse-Lautrec, la ligue aéronautique de Bretagne, futur aéro-club d'Ille-et-Vilaine. Il participe au choix du terrain d'aviation de Saint-Jacques qui, sur sa proposition, reçoit le nom de Joseph le Brix.

### Seconde Guerre mondiale
En mai 1940, il organise les secours aux réfugiés sous l'autorité du préfet Jouany, dans un bâtiment édifié boulevard Magenta, sous l'intitulé "œuvres sociales". À la demande de Jouany, Patay fait le tour de la Bretagne pour prévenir les autorités contre les autonomistes. Il rencontre Mgr Duparc à Quimper et De Guebriant à Saint-Pol-de-Léon. Il s'occupe de l'inhumation des victimes de la gare de Rennes (805 corps). Le nouveau préfet François Ripert souhaitant collaborer avec les Allemands, René Patay demande le départ du préfet. Il devient délégué départemental du Secours National. La Gestapo autorise le SN à prendre les biens des familles juives déportées de la Guerche, refus du SN. Patay envisage de passer en Algérie avec le préfet Jean Quenette. En tant que délégué du SN, il rencontre Pétain à Vichy, qui lui paraît très diminué. Il organise une collecte en faveur des sinistrés nantais. À la suite du bombardement de Bruz, il installe des familles dans son manoir de Bruz. Au cours de la guerre, il demande à la censure allemande la reparution du "Combattant" d'Ille-et-Vilaine ; las, l'exemplaire choisi commence par "pour la troisième fois, les hordes barbares envahissent la France", refus !

### Mairie de Rennes
Vers le 7 juin 1944, en son absence, la Gestapo se présente à son appartement pour arrestation. Le 13 juin, il est nommé maire par le préfet régional Martin, à la suite du départ de M. Château, recherché par la Gestapo. René Patay objecte qu'il est lui-même inquiété par la Gestapo mais prend tout de même cette responsabilité. Le 3 août, des civils et des agents casqués se présentent à la Mairie, parmi lesquels Hemeric (de Solminiac), délégué du mouvement de libération nationale, qui lui demande sa démission. René Patay téléphone au préfet qui est dans la même situation. Il démissionne.

### La Libération et après
Patay sollicite, en 1947, la chaire de physiologie animale de la Faculté des Sciences : ce poste étant convoité, à la demande d’un député socialiste, une enquête est diligentée concernant ses faits et gestes sous l’Occupation. Il faut préciser que René Patay n’est pas gaulliste. Le 18 mars 1949, il est nommé à ce poste après un recours auprès du conseil d’État et devant les témoignages favorables et la protestation du conseil de la faculté (4 février 1948). Il passe l’agrégation. Il est  Maître de conférences agrégé à l’école de médecine puis titulaire en 1953. En 1963/1965, il donne des cours à l’école de médecine d’Abidjan. Il donne ensuite des cours à l’école nationale de médecine de Brest, en 1967. René Patay prend sa retraite en 1969.

## Hommages et distinctions
- Médaille militaire
- Croix de guerre
- Commandeur de l’ordre de l’instruction publique
- Chevalier (le 13 décembre 1932) puis officier de la légion d’honneur (en 1966)[1]